# Аррибаже, Тео
Тео Аррибаже (фр. Théo Arribagé; род. 9 октября 2000, Рен) — французский теннисист. Победитель одного турнира ATP в парном разряде.

## Общая информация
Родился 9 октября 2000 года в Рене, во Франции.

## Спортивная карьера
В 2020—2024 годах стал победителем десяти турниров серии «Челленджер» и восьми турниров серии «Фьючерс» в парном разряде.

### 2025
В середине февраля 2025 года вместе с аргентинцем Гидо Андреосси стал победителем в парном разряде турнира категории ATP 250 Argentina Open в Буэнос-Айресе (Аргентина), где они в финале победили бразильскую пару Рафаэл Матос и Марсело Мело со счётом 7-5, 4-6, [10:7].